# Robert Richtmyer
Pour les articles homonymes, voir Richtmyer.
Robert Davis Richtmyer (10 octobre 1910 – 24 septembre 2003) est un physicien, mathématicien, enseignant, auteur et musicien américain.

## Biographie
Richtmyer est né le 10 octobre 1910 à Ithaca, New York. Son père est le physicien Floyd K. Richtmyer (1881-1939) et sa mère est Bernice Davis Richtmyer. Il étudie la physique à l'université de Göttingen et à l'université Cornell, obtenant son diplôme en 1932 alors que son père est doyen de l'école supérieure. Il obtient un doctorat du Massachusetts Institute of Technology en 1935 sous la direction du conseiller John C. Slater. Il enseigne à l'université Stanford en tant qu'instructeur au département de physique de 1936 à 1940. Pendant la Seconde Guerre mondiale, il travaille au Laboratoire national de Los Alamos et devient le chef de la division théorique après la guerre.
Une lettre envoyée le 11 mars 1947 par John von Neumann à Richtmyer décrit une technique permettant d'approcher des problèmes complexes étudiés à Los Alamos par Stanislaw Ulam. Richtmyer utilise l'énorme calculateur IBM SSEC pour certaines des premières utilisations à grande échelle de ce que l'on appellera la méthode de Monte-Carlo.
En 1953, Richtmyer rejoint la faculté du Courant Institute of Mathematical Sciences de l'université de New York. En 1956, il publie un article avec Peter Lax prouvant le théorème d'équivalence de Lax-Richtmyer. On l'appelle parfois le théorème fondamental de l'analyse numérique. À partir de 1964, il enseigne les mathématiques et la physique à l'université du Colorado à Boulder jusqu'à sa retraite au début des années 1980.
Il est l'auteur de manuels dont Principles of Advanced Mathematical Physics en 1978. En 1990, il reçoit le prix Leroy P. Steele de l'American Mathematical Society pour son livre Difference Methods for Initial-Value Problems.

## Vie privée
Il joue également du violon avec le Boulder Philharmonic Orchestra (en). Richtmyer est décédé le 24 septembre 2003 à Gardner, Colorado . Il a deux filles Anna Degen et Roberta Cookingham. Un fils adoptif, Haile Michael Mezghebe (né en 1948), est médecin au centre médical de l'université George Washington et a contribué au lancement du premier programme de formation médicale postuniversitaire dans son Érythrée natale,.

## Publications
- J. VonNeumann, R. D. Richtmyer (1950). A Method for the Numerical Calculation of Hydrodynamic Shocks. Journal of Applied Physics, Vol. 21, No. 3., pp. 232–237.Article classique sur la solution numérique des problèmes hydrodynamiques
- R. D. Richtmyer (1960). "Taylor instability in a shock acceleration of compressible fluids", Communications on Pure and Applied Mathematics 13, 297–319. Préfigure l'instabilité de Richtmyer-Meshkov
- R. D. Richtmyer and K. W. Morton (1967). Difference Methods for Initial-Value Problems. Seconde édition. Wiley-Interscience.
- R. D. Richtmyer (1967). Stability of a New Radio Flash Code. Los Alamos Scientific Laboratory, NM (LA-3864-MS).
- R. D. Richtmyer (1978), Principles of Advanced Mathematical Physics Vol. 1 & 2, Springer-Verlag, New York.